# Middlesbrough Football Club
Pour les articles homonymes, voir Middlesbrough (homonymie).
Maillots
Middlesbrough Football Club est un club de football anglais situé à Middlesbrough, dans le comté du Yorkshire du Nord. Le club évolue depuis la saison 2017-2018 en EFL Championship, deuxième division anglaise.

## Histoire
Le club est fondé en 1876, adopte le statut professionnel en 1889, puis renonce à ce statut en 1892. Boro retrouve le statut pro en 1899 et rejoint alors la League.
Les joueurs arborent un maillot rayé verticalement rouge et noir entre 1876 et 1889, puis un maillot blanc et short bleu entre 1889 et 1900, avant d'adopter une tenue rouge et blanche.
En 1905 a lieu le transfert historique d'Alf Common de Sunderland à Middlesbrough pour 1,000 £, un record pour l'époque.
Lors de la saison 1926-1927 en D2, Boro marque 122 buts dont 59 pour le seul George Camsell, record absolu en D2.
Le 27 décembre 1949, 53 536 spectateurs assistent à la réception de Newcastle à Ayresome Park, ce qui constitue le record d'affluence du club.
À la fin de la saison 1985-1986, Middlesbrough tombe en D3 et le club, une société à responsabilité limitée, est mis en liquidation. Le club est sauvé d'extinction à la dernière minute par la fondation d'une nouvelle société Middlesbrough FC 1986. Le blason du club est changé et intègre la date 1986. Un nouveau blason a été introduit en 2007 avec, cette fois, la date 1876. (voir Historique du logo plus bas).
Boro quitte son stade d'Ayresome Park en 1995 pour rejoindre le flambant neuf Riverside Stadium.
En 1997, avec Juninho Paulista et Fabrizio Ravanelli, Middlesbrough est finaliste perdant des deux coupes, la coupe de la Ligue et la FA Cup, et descend en D2. Le club remonte en Premier League l'année suivante et remporte son premier trophée, la coupe de la Ligue, en 2004. En 2006 Boro joue la finale de la coupe de l'UEFA 2005-2006 mais perd 4 buts à 0 contre le FC Séville.
À partir du départ de l'entraîneur Steve McClaren en 2006 (il a quitté le club pour devenir sélectionneur de l'équipe nationale de l'Angleterre), Middlesbrough descend petit à petit de niveau et est relégué en D2 en 2009.
L'arrivée d'Aitor Karanka, ancien adjoint de José Mourinho relance les ambitions de Boro. Moins de trois ans après l'arrivée du technicien espagnol, le club est promu en Premier League après une saison 2015-2016 terminée à la deuxième place.

## Bilan sportif

### Palmarès
- Coupe UEFA
  - Finaliste : 2006

- Coupe d'Angleterre (FA Cup)
  - Finaliste : 1997

- Coupe de la Ligue
  - Vainqueur : 2004
  - Finaliste : 1997, 1998

- Championnat d'Angleterre 
  - Troisième : 1914

- Championnat d'Angleterre D2
  - Champion : 1927, 1929, 1974, 1995
  - Vice-champion : 1902, 1992, 1998, 2016

- Championnat d'Angleterre D3
  - Vice-champion : 1967, 1987

- Coupe d'Angleterre Amateur
  - Vainqueur : 1895, 1898

- Full Members Cup
  - Finaliste : 1990

- Coupe anglo-écossaise
  - Vainqueur : 1976

- Coupe Kirin
  - Vainqueur : 1980

### Bilan européen
Légende
- Victoire ou qualification pour le tour suivant
- Match nul
- Défaite ou élimination de la compétition

Note : dans les résultats ci-dessous, le score du club est toujours donné en premier.
| Saison    | Compétition | Tour                | Club                  | Domicile | Extérieur | Total   |
| --------- | ----------- | ------------------- | --------------------- | -------- | --------- | ------- |
| 2004-2005 | Coupe UEFA  | Premier tour        | Baník Ostrava         | 3 - 0    | 1 - 1     | 4 - 1   |
| 2004-2005 | Coupe UEFA  | Groupe E            | Egaleo FC             | N/A      | 1 - 0     | Premier |
| 2004-2005 | Coupe UEFA  | Groupe E            | SS Lazio              | 2 - 0    | N/A       | Premier |
| 2004-2005 | Coupe UEFA  | Groupe E            | Villarreal CF         | N/A      | 0 - 2     | Premier |
| 2004-2005 | Coupe UEFA  | Groupe E            | Partizan Belgrade     | 3 - 0    | N/A       | Premier |
| 2004-2005 | Coupe UEFA  | Seizièmes de finale | Grazer AK             | 2 - 1    | 2 - 2     | 4 - 3   |
| 2004-2005 | Coupe UEFA  | Huitièmes de finale | Sporting CP           | 2 - 3    | 0 - 1     | 2 - 4   |
| 2005-2006 | Coupe UEFA  | Premier tour        | Skoda Xanthi          | 2 - 0    | 0 - 0     | 2 - 0   |
| 2005-2006 | Coupe UEFA  | Groupe D            | Grasshoppers Zurich   | N/A      | 1 - 0     | Premier |
| 2005-2006 | Coupe UEFA  | Groupe D            | Dnipro Dnipropetrovsk | 3 - 0    | N/A       | Premier |
| 2005-2006 | Coupe UEFA  | Groupe D            | AZ Alkmaar            | N/A      | 0 - 0     | Premier |
| 2005-2006 | Coupe UEFA  | Groupe D            | Litex Lovetch         | 2 - 0    | N/A       | Premier |
| 2005-2006 | Coupe UEFA  | Seizièmes de finale | VfB Stuttgart         | 0 - 1    | 2 - 1     | 2E - 2  |
| 2005-2006 | Coupe UEFA  | Huitièmes de finale | AS Rome               | 1 - 0    | 1 - 2     | 2E - 2  |
| 2005-2006 | Coupe UEFA  | Quarts de finale    | FC Bâle               | 4 - 1    | 0 - 2     | 4 - 3   |
| 2005-2006 | Coupe UEFA  | Demi-finales        | Steaua Bucarest       | 4 - 2    | 0 - 1     | 4 - 3   |
| 2005-2006 | Coupe UEFA  | Finale              | Séville FC            | 0 - 4    | 0 - 4     | 0 - 4   |

## Historique du logo

1986-2007
Depuis 2007.

## Joueurs et personnages du club

### Entraîneurs
Le tableau suivant présente la liste des entraîneurs du club depuis 1899.
| Rang | Nom             | Période   |
| ---- | --------------- | --------- |
| 1    | Jack Robson     | 1899-1905 |
| 2    | Alex Mackie     | 1905-1906 |
| 3    | Andy Aitken     | 1906-1909 |
| 4    | John Gunter     | 1909-1910 |
| 5    | Andy Walker     | 1910-1911 |
| 6    | Tom McIntosh    | 1911-1919 |
| 7    | Jimmy Howie     | 1920-1923 |
| 8    | Herbert Bamlett | 1923-1926 |
| 9    | Peter McWilliam | 1927-1934 |

| Rang | Nom           | Période   |
| ---- | ------------- | --------- |
| 10   | Wilf Gillow   | 1934-1944 |
| 11   | David Jack    | 1944-1952 |
| 12   | Walter Rowley | 1952-1954 |
| 13   | Bob Dennison  | 1954-1963 |
| 14   | Raich Carter  | 1963-1966 |
| 15   | Stan Anderson | 1966-1973 |
| 16   | Jack Charlton | 1973-1977 |
| 17   | John Neal     | 1977-1981 |
| 18   | Bobby Murdoch | 1981-1982 |

| Rang | Nom                    | Période   |
| ---- | ---------------------- | --------- |
| 19   | Malcolm Allison        | 1982-1984 |
| 20   | Jack Charlton          | 1984      |
| 21   | Willie Maddren         | 1984-1986 |
| 22   | Bruce Rioch            | 1986-1990 |
| 23   | Colin Todd             | 1990-1991 |
| 24   | Lennie Lawrence        | 1991-1994 |
| 25   | Bryan Robson           | 1994-2000 |
| 26   | T.Venables et B.Robson | 2000-2001 |
| 27   | Steve McClaren         | 2001-2006 |

| Rang | Nom               | Période   |
| ---- | ----------------- | --------- |
| 28   | Gareth Southgate  | 2006-2009 |
| 29   | Gordon Strachan   | 2009-2010 |
| 30   | Tony Mowbray      | 2010-2013 |
| 31   | Aitor Karanka     | 2013-2017 |
| 32   | Garry Monk        | 2017      |
| 33   | Tony Pulis        | 2017-2019 |
| 34   | Jonathan Woodgate | 2019-2020 |
| 35   | Neil Warnock      | 2020-2021 |
| 36   | Chris Wilder      | 2021-2022 |
| 37   | Michael Carrick   | 2022-2025 |
| 38   | Rob Edwards       | 2025-     |

### Effectif actuel
Le 4 août 2025
| N° | Nat.                    | Poste | Nom du joueur     |
| -- | ----------------------- | ----- | ----------------- |
| 1  | Drapeau du Sénégal      | G     | Seny Dieng        |
| 3  | Drapeau des Pays-Bas    | D     | Rav van den Berg  |
| 4  | Drapeau de l'Angleterre | M     | Daniel Barlaser   |
| 6  | Drapeau de l'Angleterre | D     | Dael Fry          |
| 7  | Drapeau de l'Angleterre | M     | Hayden Hackney () |
| 8  | Drapeau de l'Australie  | M     | Riley McGree      |
| 10 | Drapeau du Suriname     | M     | Delano Burgzorg   |
| 11 | Drapeau de l'Angleterre | A     | Morgan Whittaker  |
| 12 | Drapeau de l'Angleterre | D     | Luke Ayling       |
| 17 | Drapeau de l'Angleterre | M     | Micah Hamilton    |
| 18 | Drapeau des États-Unis  | M     | Aidan Morris      |
| 20 | Drapeau de l'Irlande    | M     | Finn Azaz         |
| 21 | Drapeau de la Finlande  | A     | Marcus Forss      |
| 22 | Drapeau de l'Écosse     | A     | Tommy Conway      |
| 23 | Drapeau de l'Australie  | G     | Tom Glover        |
| 24 | Drapeau de Sierra Leone | D     | Alex Bangura      |

| No. | Nat.                        | Position | Nom du joueur    |
| --- | --------------------------- | -------- | ---------------- |
| 25  | Drapeau de l'Angleterre     | D        | George Edmundson |
| 26  | Drapeau de l'Irlande        | D        | Darragh Lenihan  |
| 30  | Drapeau du Brésil           | D        | Neto Borges      |
| 31  | Drapeau de l'Angleterre     | G        | Sol Brynn        |
| 37  | Drapeau de l'Angleterre     | D        | George McCormick |
| 38  | Drapeau de l'Angleterre     | G        | Shea Connor      |
| 39  | Drapeau de l'Angleterre     | A        | Sonny Finch      |
| 40  | Drapeau de l'Angleterre     | M        | Fin Cartwright   |
| 41  | Drapeau de l'Angleterre     | D        | Harley Hunt      |
| 42  | Drapeau de l'Angleterre     | D        | James Wilson     |
| 43  | Drapeau de l'Angleterre     | A        | Charlie Lennon   |
| 47  | Drapeau de l'Angleterre     | M        | Bailey Palmer    |
| 49  | Drapeau de l'Angleterre     | M        | Law McCabe       |
|     | Drapeau de l'Angleterre     | D        | Callum Brittain  |
|     | Drapeau de la Côte d'Ivoire | M        | Abdoulaye Kanté  |
|     | Drapeau de l'Australie      | M        | Samuel Silvera   |

#### Prêtés à autres clubs
| N° | Nat.                 | Poste | Nom du joueur                       |
| -- | -------------------- | ----- | ----------------------------------- |
| 14 | Drapeau de l'Irlande | A     | Alex Gilbert (au Charlton Athletic) |

| No. | Nat.                | Position | Nom du joueur               |
| --- | ------------------- | -------- | --------------------------- |
| 27  | Drapeau du Danemark | D        | Lukas Engel (au Cincinnati) |

### Joueurs emblématiques
Joueur de l'année
| Année | Gagnant       |
| ----- | ------------- |
| 1966  | Gordon Jones  |
| 1967  |               |
| 1968  | Richard Rooks |
| 1969  | Richard Rooks |

| Année | Gagnant                |
| ----- | ---------------------- |
| 1970  | George Smith           |
| 1971  | Gordon Jones           |
| 1972  | Jim Platt/ Stuart Boam |
| 1973  | Willie Maddren         |
| 1974  | Graeme Souness         |
| 1975  |                        |
| 1976  |                        |
| 1977  |                        |
| 1978  | Stan Cummins           |
| 1979  | Stuart Boam            |

| Année | Gagnant         |
| ----- | --------------- |
| 1980  | David Armstrong |
| 1981  | Jim Platt       |
| 1982  |                 |
| 1983  |                 |
| 1984  |                 |
| 1985  | Tony Mowbray    |
| 1986  | Tony Mowbray    |
| 1987  |                 |
| 1988  |                 |
| 1989  |                 |

| Année | Gagnant          |
| ----- | ---------------- |
| 1990  |                  |
| 1991  | Ian Baird        |
| 1992  |                  |
| 1993  |                  |
| 1994  |                  |
| 1995  |                  |
| 1996  |                  |
| 1997  | Juninho Paulista |
| 1998  |                  |
| 1999  | Hamilton Ricard  |

| Année | Gagnant           |
| ----- | ----------------- |
| 2000  |                   |
| 2001  |                   |
| 2002  | Gareth Southgate  |
| 2003  |                   |
| 2004  | / George Boateng  |
| 2005  | Stewart Downing   |
| 2006  | Yakubu Aiyegbeni  |
| 2007  | Jonathan Woodgate |
| 2008  | David Wheater     |
| 2009  | Tuncay Şanlı      |

| Année | Gagnant         |
| ----- | --------------- |
| 2010  | Barry Robson    |
| 2011  | Joe Bennett     |
| 2012  | Barry Robson    |
| 2013  | Jason Steele    |
| 2014  | George Friend   |
| 2015  | George Friend   |
| 2016  | Adam Clayton    |
| 2017  | Ben Gibson      |
| 2018  | Adama Traoré    |
| 2019  | Darren Randolph |

Autres joueurs emblématiques
- Marouane Zemmama
- Jock Walker
- Andy Aitken
- Wilf Mannion
- George Hardwick (en)
- Brian Clough
- Steve Vickers
- Willie Fernie
- Willie Maddren (en)
- Graeme Souness
- Craig Johnston
- Tony Mowbray
- Gary Pallister
- Phil Stamp
- Peter Beagrie
- Bernie Slaven
- Alan Moore
- Terry Cochrane
- Jim Platt
- Bryan Robson
- / Juninho Paulista
- Fabrizio Ravanelli
- / Michael Reiziger
- Paul Gascoigne
- Greg Cunningham
- Paul Ince
- Ben Roberts
- Don Masson
- John Hendrie
- / Mark Viduka
- Boudewijn Zenden
- Gaizka Mendieta
- Gareth Southgate
- Geremi Njitap
- Tuncay Şanlı
- / Mark Schwarzer
- Christian Karembeu
- Alen Bokšić
- Stewart Downing
- Mark Summerbell
- Jamie Pollock
- Chris Kamara
- Noel Whelan

Bobby Stuart, défenseur anglais qui a joué à Middlesbrough de 1930 à 1947, est entré dans l'histoire du club en établissant le record du nombre de c.s.c. inscrits en une saison de Football League, avec 5 buts marqués contre son camp lors de la saison 1934-35.

## Structures du club

### Stade
Depuis la saison 1995-1996, Middlesbrough joue au Riverside Stadium, stade qui a la particularité d'être dans un port.Cette enceinte de 35 100 places a remplacé l'Ayresome Park, démoli en 1997.

### Équipementiers et sponsors
| Dates    | Sponsor                 |
| -------- | ----------------------- |
| 1979-80  | Datsun Cleveland        |
| 1982-83  | McClean Homes           |
| 1986-87  | Camerons and Hansa Beer |
| 1987-88  | Dickens                 |
| 1988-90  | Heritage Hampers        |
| 1990-92  | Evening Gazette         |
| 1992-94  | ICI                     |
| 1994-95  | Dickens                 |
| 1995-99  | Cellnet                 |
| 2000-01  | BT Cellnet              |
| 2002-04  | Dial-a-Phone            |
| 2004- 06 | 888.com (Cassava)       |
| 2007     | Garmin Sat-Nav          |